# Coryanthes hunteriana
Coryanthes hunteriana är en orkidéart som beskrevs av Rudolf Schlechter. Coryanthes hunteriana ingår i släktet Coryanthes, och familjen orkidéer. Inga underarter finns listade i Catalogue of Life.